# Glavna cesta 106
Die Glavna cesta 106 (slowenisch für Hauptstraße 106) ist eine Hauptstraße zweiter Klasse in Slowenien.

## Verlauf
Die Straße führt von der Landeshauptstadt Ljubljana (deutsch: Laibach) in südöstlicher Richtung über die südliche Autobahnumgehung der Hauptstadt und Škofljica nach Ribnica (deutsch: Reifnitz). Sie setzt sich nach Kočevje (deutsch: Gottschee) fort und verläuft von dort in generell nord-südlicher Richtung zum Grenzfluss Kolpa (kroatisch: Kupa) zu Kroatien, den sie in Brod na Kupi überquert. Die Fortsetzung auf kroatischer Seite bildet die Državna cesta D203, die in Delnice auf die Državna cesta D3 trifft.
Die Länge der Straße beträgt 85,4 km.